# Édouard Lalonde
Pour les articles homonymes, voir Lalonde.
Temple de la renommée : 1950
Édouard Charles Lalonde, dit Newsy Lalonde, (né le 31 octobre 1887, Cornwall en Ontario au Canada - mort à Montréal le 21 novembre 1970), est un joueur canadien de hockey sur glace du début du XXe siècle. 
En 1950, lors d'un sondage auprès de la population canadienne, il fut considéré pour le titre de meilleur joueur du demi-siècle, honneur qui échut finalement à Howie Morenz. Cependant, le Temple de la renommée du hockey, l'a nommé le joueur le plus dominant du premier quart de siècle. Il était un marqueur naturel qui pouvait jouer à tous les postes (centre, ailier droit et gauche, maraudeur (rover) et défenseur) et son style de jeu lui valut une grande renommée à travers la ligue. Souvent, de sa zone, il récupérait le palet et s'élançait d'un bout à l'autre de la patinoire en déjouant tout le monde sur son passage. On le reconnaît surtout pour ce fameux style fluide. Comme Howie Morenz avait le même style, on se permit même la comparaison entre les deux joueurs.
Victime d'une blessure à la hanche en novembre 1970, il mourut peu de temps après des suites des complications de cette dernière. Il est enterré à Cornwall, ville de l'Ontario, mais ses obsèques ont eu lieu à l'église St-Raphaël à Outremont dans la ville de Montréal. 

## Carrière

### Début de carrière
À 15 ans, Lalonde ne savait toujours pas patiner et reçut comme cadeau ses premiers patins. Comme les patinoires n'étaient pas abondantes, il apprit à patiner sur les trottoirs et dans la rue. Il commença sa carrière professionnelle à 16 ans et marqua à son premier match.
On disait de lui qu'il était le septième joueur, dans la conception d'équipe de l'époque. Et par septième joueur, on ne voulait pas dire comme aujourd'hui, la foule, mais le joueur qui était capable de jouer à toutes les positions.
Son coup de patin fougueux attira l'attention autant des dépisteurs que de ses adversaires. On lui proposa de se joindre à la Canadian Soo dans la Ligue internationale de hockey, mais ses proches s'y sont objectés. « Ils disaient que c'était du hockey trop rude pour un gars de dix-huit ans. Je n'allais pas écouter des conseils venant de proches qui m'aiment bien. » (citation d'Édouard Lalonde).
En fait, il n'était qu'un joueur de dépannage si jamais un autre joueur venait à être blessé. Finalement c'est ce qui eut lieu lorsque le joueur-étoile de son équipe Marty Walsh se cassa la jambe et Lalonde dû le remplacer. C'était le destin qui venait de frapper. Avant le début de la partie il s'était dit qu'il allait rester sur le banc, histoire de se faire la main dans une nouvelle ligue. Puis il remplaça Walsh blessé et se sentit bien sur le jeu. Mais il rentra de plein fouet dans la bande et fut sonné. S'amena alors un soigneur pour lui donner du whisky, mais il prit la bouteille d'ammoniac qu'il but. « J'ai cru que j'étais foutu », raconta-t-il plus tard, « mes gencives, ma gorge tout étaient en feu. » L'ammoniac fit son effet, et Lalonde était de retour au jeu puis marqua deux buts, se méritant du même coup une augmentation de salaire de 50$ par semaine.
Il continua sa carrière professionnelle de hockey avec Toronto en 1907, où il marqua 32 buts en seulement 9 parties et il décrocha facilement le championnat des marqueurs. Cette même année, il atteint un sommet avec 8 buts au cours du même match ! Il resta une autre année avec Toronto où il marqua 29 buts en 11 parties, pour finalement se joindre aux Canadiens de Montréal,.

### Avec les Canadiens
À son premier match avec les Canadiens, il marqua deux buts avant d'être atteint par un tir qui le contraint à quitter la rencontre. « Newsy Lalonde déjoua toute l'équipe des Silver Kings de Cobalt et marqua un but de toute beauté ». The Gazette.
Son premier but dans l'uniforme des Canadiens, était aussi le premier dans l'histoire de la concession. Il revendiqua également le premier tour du chapeau de l'histoire du club survenue à la deuxième joute.
Il fit ses débuts dans la NHA en 1909, avec les Canadiens de Montréal. Mais, il fut décidé par le propriétaire du club qu'il devait faire ses valises pour Renfrew. À Renfrew, il joua entre autres avec Cyclone Taylor, Lester Patrick et Frank Patrick. Au début de la saison 1909-1910, alors qu'il évoluait encore avec les Canadiens, il fut remarqué par les partisans de Renfrew à cause de son style de jeu comparable à celui de Taylor. À chaque fois qu'il s'élançait d'un but à l'autre, les partisans de Renfrew se levaient et criaient « Arrêtez-le ! Arrêtez-le ! ». Il fut envoyé par Ambrose O'Brien (Il était propriétaire de Renfrew et des Canadiens) à Renfrew pour renforcer le club. Aussi il apporta des dividendes immédiatement en marquant 22 buts en cinq parties. Un certain 11 mars 1910, il marqua un total de neuf buts contre les Silver Kings de Cobalt. L'année suivante Renfrew voulait retenir ses droits, mais Lalonde ne voulait pas et fit intervenir le président de la ligue Emmett Quinn, qui lui donna raison. Lalonde revint enfin à Montréal, amélioré avec l'arrivée de Georges Vézina.
En 1912, il est recruté par les Millionnaires de Vancouver et les Canadiens ayant perdu ses services fini au dernier rang.
Avec Vancouver, il obtient 27 buts en 15 rencontres pour gagner le championnat des marqueurs de la saison 1912 de la PCHA. Mais l'année suivante, il est de retour avec les Canadiens et avec un meilleur contrat à la clé.
Le 21 décembre 1912, pendant un match d'exhibition, il met en échec Odie Cleghorn, frère de Sprague Cleghorn, contre la bande, celui-ci lui décoche un coup de bâton à la tête et est expulsé de la rencontre. Cependant, les spectateurs outragés du comportement disgracieux du joueur des Wanderers envahirent la glace pour leur régler leur compte. Il sera nécessaire d'en appeler à la police pour mettre fin au désordre.
Mais Édouard « Newsy » Lalonde est demeuré un joueur imprévisible, voire controversé à cause de ses quelques volte-face.
En 1913, il est échangé à Vancouver pour Jimmy Gardner et 500$, mais refuse de se présenter à Vancouver. Il promit, par écrit de se présenter à l'équipe l'année suivante et finalement Didier Pitre est envoyé en compensation à Vancouver.
Il ne se présentera jamais à Vancouver et les Canadiens durent payer 750$ en compensation. Le 10 janvier 1914, il obtient 6 buts et 1 passe contre les Wanderers et 5 buts encore contre la même équipe, un mois plus tard.
La rivalité opposant les Bulldogs de Québec aux Canadiens s'accentua au fil du temps et Joe Hall développera une inimitié sévère avec Lalonde au point de se battre fréquemment contre et d'échanger de nombreux coups de bâton.
En 1916, il fut nommé entraîneur-chef des Canadiens et mena son équipe jusqu'à la coupe Stanley. Cependant, il ne fut pas le principal acteur de la conquête de la coupe avec seulement 2 buts dans les séries 1916. Il passait alors plus de temps sur le banc des punitions que sur la glace. L'équipe comptait alors Georges Vézina devant le filet, Jack Laviolette à la défense, Didier Pitre à l'aile droite et un ancien champion marqueur de la NHA dans leur rang Skene Ronan à l'attaque.
En 1917-1918, en compagnie de l'excellent Joe Malone à sa gauche et du très redouté Didier Pitre à sa droite, il fut sans l'ombre d'un doute, le centre du meilleur trio de l'histoire du hockey. Malone totalisant 44 buts, lui-même en totalisant 23 et Pitre finit avec 17 buts. Et un total de 84 buts en 20 parties.

### Fin de carrière mouvementée
Quand George Washington Kendall est mort en 1922, sa succession a décidé de vendre le Club de Hockey Canadien à un groupe d'hommes d'affaires mené par Léo Dandurand. Lalonde se serait disputé violemment avec Dandurand et la querelle gagna rapidement le vestiaire de l'équipe. Il se serait battu à plusieurs reprises contre les frères Cleghorn, Sprague en particulier. Son niveau de compétitivité fut affecté par toutes ces distractions. Dandurand critiqua ouvertement son joueur-étoile dans les médias et Lalonde abandonna l'équipe. Il a fallu l'intervention du président de la ligue Frank Calder pour mettre fin à la confrontation. Quand il revint au jeu, Lalonde était hué par la foule et Dandurand dut en faire en joueur substitut. Le 8 février, il obtint son dernier tour du chapeau avec le club.

### L'échange, le départ de Montréal
Il fut échangé pendant l'été par les Canadiens à Saskatoon pour un certain Aurèle Joliat et 3500 dollars, même s'il avait lui-même répété qu'il voulait rester à Montréal. La transaction fut ratifiée par la ligue, mais celle-ci adopta un nouveau règlement: les équipes doivent dorénavant offrir le joueur aux autres équipes de la ligue avant de l'échanger à une autre ligue. Lors d'une joute d'exhibition, il donna un double-échec au visage de ce même Joliat, qu'il rendait responsable de son départ.

### L'heure de la retraite
Il prit sa retraite du jeu officieusement en 1926 et officiellement en 1928. Il devint ensuite entraîneur des Americans de New York, des Sénateurs d'Ottawa et des Canadiens. Il devint cependant le premier démissionnaire de l'histoire des Canadiens parce qu'il jugeait que ses joueurs tournaient trop souvent en rond pour ne rien faire.

### En tant que joueur de crosse
Il mena en parallèle une carrière professionnelle à la crosse, où il semblait être encore meilleur. Il fut nommé le meilleur joueur du premier demi-siècle. Il remporta le championnat du monde professionnel de crosse avec Vancouver. Avec le National de Montréal, il marqua 66 buts au cours d'une seule saison. Au cours d'une saison, il aurait reçu 5500 dollars pour joindre l'équipe de Vancouver, avec laquelle il remporta le championnat du monde. Il termina sa carrière de joueur professionnel de crosse en 1917 et fut ensuite intronisé au temple de la renommée de la crosse.

## Statistiques
| Saison             | Équipe                       | Ligue              |     | Saison régulière | Saison régulière | Saison régulière | Saison régulière | Saison régulière |    | Séries éliminatoires | Séries éliminatoires | Séries éliminatoires | Séries éliminatoires | Séries éliminatoires |
| Saison             | Équipe                       | Ligue              | PJ  | B                | A                | Pts              | Pun              | PJ               | B  | A                    | Pts                  | Pun                  |                      |                      |
| 1904-1905          | Athletics de Cornwall        | OHA-Jr.            |     |                  |                  |                  |                  |                  |    |                      |                      |                      |                      |                      |
| 1904-1905          | Cornwall Hockey Club         | FAHL               | 2   | 1                | 0                | 1                |                  |                  |    |                      |                      |                      |                      |                      |
| 1905-1906          | Seniors de Woodstock         | OHA-Sr.            | 7   | 8                | 0                | 8                |                  |                  |    |                      |                      |                      |                      |                      |
| 1906-1907          | Soo                          | LIH                | 18  | 29               | 4                | 33               | 27               |                  |    |                      |                      |                      |                      |                      |
| 1907-1908          | Portage-la-Prairie           | MHL-Pro            | 1   | 0                | 0                | 0                | 0                |                  |    |                      |                      |                      |                      |                      |
| 1907-1908          | Professionals de Toronto     | OPHL               | 9   | 32               | 0                | 32               | 37               |                  |    |                      |                      |                      |                      |                      |
| 1907-1908          | Professionals de Toronto     | Coupe Stanley      |     |                  |                  |                  |                  | 1                | 2  | 0                    | 2                    | 0                    |                      |                      |
| 1907-1908          | Club de hockey de Haileybury | TPHL               |     |                  |                  |                  |                  | 1                | 3  | 0                    | 3                    | 0                    |                      |                      |
| 1908-1909          | Professionals de Toronto     | OPHL               | 11  | 29               | 0                | 29               | 79               |                  |    |                      |                      |                      |                      |                      |
| 1910               | Canadiens de Montréal        | ANH                | 1   | 2                | 0                | 2                | 3                |                  |    |                      |                      |                      |                      |                      |
| 1910               | Canadiens de Montréal        | ANH                | 6   | 16               | 0                | 16               | 40               |                  |    |                      |                      |                      |                      |                      |
| 1910               | Creamery Kings de Renfrew    | ANH                | 5   | 22               | 0                | 22               | 16               |                  |    |                      |                      |                      |                      |                      |
| 1910-1911          | Canadiens de Montréal        | ANH                | 16  | 19               | 0                | 19               | 63               |                  |    |                      |                      |                      |                      |                      |
| 1912               | Millionnaires de Vancouver   | PCHA               | 15  | 27               | 0                | 27               | 51               |                  |    |                      |                      |                      |                      |                      |
| 1911-1912          | PCHA All-Stars               | Exhib.             | 3   | 5                | 0                | 5                | 11               |                  |    |                      |                      |                      |                      |                      |
| 1912-1913          | Canadiens de Montréal        | ANH                | 18  | 25               | 0                | 25               | 61               |                  |    |                      |                      |                      |                      |                      |
| 1913-1914          | Canadiens de Montréal        | ANH                | 14  | 22               | 5                | 27               | 23               | 2                | 0  | 0                    | 0                    | 2                    |                      |                      |
| 1914-1915          | Canadiens de Montréal        | ANH                | 7   | 4                | 3                | 7                | 17               |                  |    |                      |                      |                      |                      |                      |
| 1915-1916          | Canadiens de Montréal        | ANH                | 24  | 28               | 6                | 34               | 78               |                  |    |                      |                      |                      |                      |                      |
| 1915-1916          | Canadiens de Montréal        | Coupe Stanley      |     |                  |                  |                  |                  | 4                | 3  | 0                    | 3                    | 41                   |                      |                      |
| 1916-1917          | Canadiens de Montréal        | ANH                | 18  | 28               | 7                | 35               | 61               | 1                | 1  | 0                    | 1                    | 23                   |                      |                      |
| 1916-1917          | Canadiens de Montréal        | Coupe Stanley      |     |                  |                  |                  |                  | 4                | 1  | 0                    | 1                    | 24                   |                      |                      |
| 1917-1918          | Canadiens de Montréal        | LNH                | 14  | 23               | 7                | 30               | 51               | 2                | 4  | 2                    | 6                    | 17                   |                      |                      |
| 1918-1919          | Canadiens de Montréal        | LNH                | 17  | 22               | 10               | 32               | 40               | 5                | 11 | 2                    | 13                   | 15                   |                      |                      |
| 1918-1919          | Canadiens de Montréal        | Coupe Stanley      |     |                  |                  |                  |                  | 5                | 6  | 0                    | 6                    | 3                    |                      |                      |
| 1919-1920          | Canadiens de Montréal        | LNH                | 23  | 37               | 9                | 46               | 34               |                  |    |                      |                      |                      |                      |                      |
| 1920-1921          | Canadiens de Montréal        | LNH                | 24  | 33               | 10               | 43               | 36               |                  |    |                      |                      |                      |                      |                      |
| 1921-1922          | Canadiens de Montréal        | LNH                | 20  | 9                | 5                | 14               | 20               |                  |    |                      |                      |                      |                      |                      |
| 1922-1923          | Crescents de Saskatoon       | WCHL               | 29  | 30               | 4                | 34               | 44               |                  |    |                      |                      |                      |                      |                      |
| 1923-1924          | Crescents de Saskatoon       | WCHL               | 21  | 10               | 10               | 20               | 24               |                  |    |                      |                      |                      |                      |                      |
| 1924-1925          | Crescents de Saskatoon       | WCHL               | 22  | 8                | 6                | 14               | 42               | 2                | 0  | 0                    | 0                    | 4                    |                      |                      |
| 1925-1926          | Crescents de Saskatoon       | WHL                | 3   | 0                | 0                | 0                | 2                | 2                | 0  | 0                    | 0                    | 2                    |                      |                      |
| 1926-1927          | Americans de New York        | LNH                | 1   | 0                | 0                | 0                | 2                |                  |    |                      |                      |                      |                      |                      |
| 1927-1928          | Castors de Québec            | Can-Am             | 1   | 0                | 0                | 0                | 0                |                  |    |                      |                      |                      |                      |                      |
| 1928-1929          | Cataracts de Niagara Falls   | Can-Pro            |     |                  |                  |                  |                  |                  |    |                      |                      |                      |                      |                      |
| Totaux LNH         | Totaux LNH                   | Totaux LNH         | 99  | 124              | 41               | 165              | 183              | 7                | 15 | 4                    | 19                   | 32                   |                      |                      |
| Totaux en carrière | Totaux en carrière           | Totaux en carrière | 350 | 469              | 86               | 555              | 862              | 29               | 31 | 4                    | 35                   | 131                  |                      |                      |

## Sa renommée au hockey
Lester Patrick qui l'a vu jouer, disait de lui que la seule façon de l'arrêter était d'affecter trois, quatre ou même cinq joueurs à sa couverture. Et qu'il fallait absolument le pousser en périphérie et le frapper (si seulement, il ne répliquait pas). Et que si on le laissait entrer dans l'enclave c'était peine perdue pour l'empêcher de marquer. C'était très difficile de jouer contre lui plus encore que contre Joe Malone. Avec un style magique et rapide et même robuste, il faisait couramment un but à l'autre pour marquer un but. Alliant à la fois une grande technique avec le bâton et les tirs, à une très grande détermination, en faisait année après année le meilleur joueur de la ligue.

### Le Hockey dans son temps
Avant de se joindre aux professionnels, ses proches tentèrent de le dissuader de jouer professionnel en prétextant la grande violence du jeu dans ce temps là. Lalonde déclara après sa carrière : Je savais que les autres joueurs voulaient m'avoir. Aussi je me suis dit que s'ils voulaient m'avoir, ça leur coûteraient cher. C'était une ère de bagarres et de bâtons élevés et les bagarres violentes à coups de bâtons fusaient de toutes parts. Lalonde est resté célèbre dans les annales du hockey tant pour ses buts et son sens du spectaculaire que ses bagarres violentes contre des adversaires tout aussi coriaces que ; Joe Hall (voir plus bas), Ken Randall, Cully Wilson et Sprague Cleghorn.
Comme Joe Malone le décrit, dans le livre Rivalry, le hockey dans ce temps là, était très différent du hockey d'aujourd'hui. Il n'était pas rare qu'un joueur-étoile passe plus de cinquante minutes sur la patinoire. Les passes avant n'étaient pas autorisées et étaient hors-jeux. Aussi, la plupart des buts marqués étaient des chefs-d'œuvre artistiques dû à un jeu individuel. Le jeu pouvait aussi devenir abusivement défensif, étant donné que les dégagements étaient autorisés. Dans ce temps le jeu s'appelait, je-lance-la-rondelle-dans-le-fond-et-courre-après. Les défenseurs avaient pour rôle essentiel de déblayer leur zone défensive et lançaient la rondelle jusque de l'autre côté, les attaquants devant maintenant se charger du reste.

### Les altercations avecJoe Hall
Un jour, Joe Hall tenta de le frapper à la gorge avec son bâton. Lalonde, hors de lui, lui remit la politesse en le frappant latéralement sur la clavicule, qui se fractura sous la violence de l'impact.
Cependant, Hall ne voulut pas en rester là. La saison suivante, il revint le frapper à la tête avec son bâton et Lalonde tomba sur la glace. Lalonde lui remit à nouveau la même médecine lors du match suivant.
Lors de l'inauguration d'un nouvel amphithéâtre à Québec, les six mille spectateurs furent témoins d'une autre altercation entre les deux joueurs.

## Ses talents dedépisteur
À force de voir jouer un de ses troupiers dans la ligue de l'Ouest (il jouait pour la même équipe, les Cresents de Saskatoon), il découvrit que George Hainsworth ferait un excellent successeur pour Georges Vézina, mort en 1926.
Il conseilla fortement à Léo Dandurand de lui faire signer un contrat, ce qu'il fit.

## Records et faits notables

### Matchs multipoints
Saison régulière
- 19 janvier 1910 : 3 buts contre les Renfrew Creamery Kings (Ren 9-4 Mtl)
- 8 mars 1910 : 6 buts contre les Sénateurs d'Ottawa
- 11 mars 1910 : 9 buts contre les Cobalt Silver Kings (Ren 15-4 Cob) (record de l'ANH)
- 28 décembre 1912 : 4 buts contre les Sénateurs d'Ottawa
- 10 janvier 1914 : 6 buts et 1 assistance contre les Wanderers de Montréal
- 11 février 1914 : 5 buts contre les Wanderers de Montréal
- 4 mars 1916 : 3 buts contre les Wanderers de Montréal
- 24 janvier 1917 : 6 buts contre les Wanderers de Montréal
- 11 janvier 1919 : 5 buts et 2 assistances en 2 périodes (Mtl 13-4 Tor)
- 10 janvier 1920 : 6 buts contre les Toronto Saint-Patricks (Mtl 14-7 Tor)
- 3 mars 1920 : 4 buts contre les Bulldogs de Québec (Mtl 16-3 Qc)
- 16 février 1921 : 5 buts contre Tigers de Hamilton (Mtl 10-5 Ham)
- 8 février 1922 : 3 buts

Séries éliminatoires
- 1er mars 1919 : 5 buts contre Ottawa (record de LNH) (Mtl 6-3 Ott)
- 6 mars 1919 : 4 buts contre Ottawa (Mtl 4-2 Ott)

### Records
Au moment de sa retraite, il était le joueur qui avait marqué le plus de buts, et amassés le plus de points en tant que joueur de hockey professionnel.
Dans sa carrière, il gagna une seule fois la Coupe Stanley et gagna 7 championnats des marqueurs. Il faudra attendre Wayne Gretzky pour qu'un autre joueur domine outrageusement les championnats des marqueurs. Son record de 455 buts en carrière ne fut dépassé qu'en 1955, par nul autre que Maurice Richard de sa propre équipe. Il fallut attendre Darryl Sittler pour battre le record de point dans un match accomplit le 11 mars 1910.
Dans les faits les plus curieux, lors d'un match, le 11 janvier 1919, il marqua 3 fois en première période, puis 2 fois en deuxième, confia l'équipe à son adjoint, puis se retira du match pour des raisons obscures, avant la troisième période.
Dans ses accomplissements, il y eut aussi une des plus longues séquences avec au moins un but, pendant 14 parties consécutives. Mais son record de buts dans une saison, fut brisé par Joe Malone qui en marqua 44 en 20 parties. Néanmoins, aujourd'hui il détient encore le record de la meilleure moyenne de buts par partie qui est de 3,45 établie lors de sa saison inaugurale en 1909, où il marqua 40 buts en seulement 12 rencontres. Joe Malone et lui sont les seuls joueurs qui ont une moyenne de plus d'un but par match dans l'ANH et la LNH, même Wayne Gretzky et Mario Lemieux ont été moins efficaces.
Au moment de sa retraite, il détenait le plus grand nombre de buts en carrière (455) et de points (541), il fut lui-même dépassé plus tard par nul autre que Maurice Richard. Il détient aussi toujours le plus de buts victorieux consécutifs avec 5.
Il détient toujours le record du plus grand nombre de buts marqués dans une partie des séries soit (5) égalé plusieurs fois mais non battu. Il détient toujours la meilleure moyenne de buts marqués en carrière. À sa retraite il détenait aussi le plus de buts marqués dans les mêmes Séries soit un total de (17) buts en seulement 10 rencontres. Record battu par Reggie Leach. Il a longtemps été le meneur pour les buts en carrière dans l'uniforme des Canadiens 268 buts en 201 joutes et mène toujours l'équipe pour le plus grand nombre de buts marqués dans une saison des Séries. Il détient toujours le record d'équipe du plus grand nombre de buts marqués dans une joute de la saison régulière avec 6 qu'il accomplit trois fois, la première le 10 janvier 1914 contre les Wanderers, où il obtint également une passe et une deuxième fois, le 24 janvier encore contre les Wanderers  et une autre fois, aussi le 10 janvier en 1920 à l'aréna Mont-Royal, il obtint 6 buts contre Toronto dans une partie gagnée 14 à 7 par les Canadiens, qui établirent un record offensif qui tient toujours à ce jour. À ce jour, il demeure le dixième plus grand marqueur de buts de l'histoire des Canadiens.